# Paul Neurath
Paul Neurath ist ein US-amerikanischer Spieleentwickler und Unternehmer. Neurath war Gründer des Spieleentwicklungsunternehmens Looking Glass Studios, das unter seiner Leitung einflussreiche Titel wie Ultima Underworld, System Shock und Dark Project: Der Meisterdieb hervorbrachte.

## Karriere
Neurath begann seine Karriere als Spieleentwickler 1984. Er arbeitete u. a. für das Entwicklerstudio Origin Systems, für das er das 1989 veröffentlichte Space Rogue entwickelte, ein Genremix aus Weltraum-Kampfsimulation und Computer-Rollenspiel, der als inoffizieller Vorgänger von Origins Erfolgsserie Wing Commander gilt. Nachhaltig beeindruckt von der dreidimensionalen Präsentation des Spielgeschehens im Rollenspiel Dungeon Master, gründete er nach seiner Arbeit an Space Rogue in Salem (New Hampshire) sein eigenes Unternehmen Blue Sky Productions, mit dem Ziel, ein Echtzeit-3D-Fantasy-Rollenspiel zu entwickeln. Er baute ein Kernteam von zehn Leuten auf, darunter der Ex-Origin-Grafiker Doug Wike, der IBM-Programmierer Chris Green und die jungen MIT-Absolventen Doug Church und Dan Schmidt. Das Team entwickelte einen Prototyp mit dem Titel Underworld, den das junge Unternehmen auf der Branchenmesse CES im Mai 1990 verschiedenen Firmen vorstellte. Der Prototyp brachte dem Unternehmen einen Entwicklungsvertrag mit Origin Systems ein und führte zur Entwicklung von Ultima Underworld, dem ersten Computerspiel, das dreidimensionale, texturierte Grafik in Echtzeit darstellte und dazu eine frühe Physik-Engine besaß.
1992 fusionierte Blue Sky Productions mit dem Unternehmen Lerner Research von Ned Lerner zum Entwicklerstudio Looking Glass Technologies, das ab 1996 schließlich unter dem Namen Looking Glass Studios firmierte. Das Unternehmen war Keimzelle einflussreicher Technologien und Spieletitel wie System Shock oder Dark Project: Der Meisterdieb und brachte zahlreiche einflussreiche Designer hervor. Doch am 24. Mai 2000 musste das Unternehmen aufgrund finanzieller Probleme den Geschäftsbetrieb einstellen.
Paul Neurath gründete daraufhin das Unternehmen Floodgate Entertainment, mit dem er unter anderem das erste Add-on des Computer-Rollenspiels Neverwinter Nights entwickelte. Später verlegte sich Floodgate auf Mobilspiele und Casual Games. 2011 übernahm der Social-Games-Spezialist Zynga das Entwicklerteam von Floodgate, Paul Neurath wurde Creative Director von Zynga Boston. 2013 wurde Neurath in das Advisory Board des Entwicklers Demiurge Studios berufen. 2014 gründete Neurath das Studio Otherside Entertainment und erhielt von Electronic Arts die Genehmigung zur Entwicklung eines inhaltlichen Nachfolger zu Ultima Underworld, der jedoch ohne den Ultima-Zusatz auskommen musste. Underworld Ascendant wurde 2015 mit Hilfe einer Crowdfunding-Kampagne auf der Plattform Kickstarter finanziert.

## Spiele (Auswahl)
- Ogre (1986), Origin Systems
- Deep Space: Operation Copernicus (1986), Sir-Tech
- Autoduel (1988), Origin Systems
- Space Rogue (1989), Origin Systems
- Omega (1989), Origin Systems
- Ultima Underworld: The Stygian Abyss (1992), Origin Systems
- Ultima Underworld 2: Labyrinth of Worlds (1992), Origin Systems
- Terra Nova: Strike Force Centauri (1996), Looking Glass Studios
- Flight Unlimited (1995), Softgold
- Flight Unlimited 2 (1997), Eidos
- Dark Project: Der Meisterdieb (1998), Eidos
- System Shock 2 (1999), Electronic Arts
- Flight Unlimited 3 (1999), Electronic Arts
- Dark Project 2: The Metal Age (2000), Eidos
- Jane's Combat Simulations: Attack Squadron (2002), Xicat Interactive
- Neverwinter Nights: Der Schatten von Undernzit (2003), Atari
- Neverwinter Nights: Die Horden des Unterreichs (2003), Atari